# Сейтвелиев, Сейтнафе
Сейтнафе́ Сейтвели́ев (крымскотат. Seytnafe Seytveliyev, Сейтнафе Сейтвелиев; 1919—1983) — старшина Советской Армии, участник Великой Отечественной войны, Герой Советского Союза (1944).

## Биография
Сейтнафе Сейтвелиев родился 29 мая 1919 года в селе Тав-Кипчак (ныне — Белогорский район Крыма). После окончания средней школы работал в колхозе. В 1939 году Сейтвелиев был призван на службу в Рабоче-крестьянскую Красную Армию. Окончил школу младших командиров. С начала Великой Отечественной войны — на её фронтах. В боях был ранен.
К июню 1944 года старший сержант Сейтнафе Сейтвелиев командовал орудием 350-го стрелкового полка 96-й стрелковой дивизии 48-й армии 1-го Белорусского фронта. Отличился во время освобождения Белорусской ССР. 25 июня 1944 года Сейтвелиев участвовал в прорыве немецкой обороны в районе Жлобина, а в ночь со 2 на 3 июля 1944 года — в боях у города Марьина Горка, вместе со своим расчётом подбив пятнадцать немецких танков.
Указом Президиума Верховного Совета СССР от 25 сентября 1944 года за «образцовое выполнение боевых заданий командования на фронте борьбы с немецкими захватчиками и проявленные при этом мужество и героизм» старший сержант Сейтнафе Сейтвелиев был удостоен высокого звания Героя Советского Союза с вручением ордена Ленина и медали «Золотая Звезда» за номером 6116.
В 1946 году в звании старшины Сейтвелиев был демобилизован. Не смог вернуться в Крым по причине депортации крымских татар в Среднюю Азию и был вынужден уехать в город Ленинабад (ныне — Худжанд в Таджикистане). Окончил сельскохозяйственную школу. Скончался 13 марта 1983 года.
Был также награждён орденами Красного Знамени и Отечественной войны 1-й степени, рядом медалей.